# 10J busz (Nyíregyháza)
A nyíregyházi 10J-s buszvonal vasútállomás és Nyírszőlős között közlekedik. Megállóinak száma mindkét irányba 25 db. A vonalat a Volánbusz üzemelteti.

## Útvonala
| Nyírszőlős felé | Vasútállomás felé |
| --- | --- |
| Vasútállomás – Toldi utca – Szabolcs utca – Bessenyei tér – Egyház utca – Vasvári Pál utca – Őz utca – Hímes utca – Kótaji utca 9-11. – Westsik Vilmos utca 4-6. – Westsik Vilmos utca 5. – Csongor utca – Szamos utca – Kincs utca – Westsik Vilmos utca 35. – Szegély utca – Jókai telepi elágazás – Jókai telepi iskola – Jókai telep – Jókai telepi iskola – Nyírszőlős, Izabella utca – Nyírszőlős, Kollégium utca – Nyírszőlős, Sugár utca – Nyírszőlős, Pannónia utca | Nyírszőlős, Pannónia utca – Nyírszőlős, Sugár utca – Nyírszőlős, Kollégium utca – Nyírszőlős, Izabella utca – Jókai telepi iskola – Jókai telep – Jókai telepi iskola – Jókai telepi elágazás – Szegély utca – Westsik Vilmos utca 35. – Kincs utca – Szamos utca – Csongor utca – Westsik Vilmos utca 5. – Westsik Vilmos utca 4-6. – Kótaji utca 9-11. – Hímes utca – Őz utca – Vasvári Pál utca – Kelet Áruház – Bessenyei tér – Szabolcs utca – Toldi utca – Vasútállomás |